# 羅湖站 (香港)
羅湖站（英語：Lo Wu Station）是一個位於香港新界北區羅湖邊境禁區內，屬於港鐵東鐵綫的鐵路車站。車站鄰近深圳河及梧桐河交界，亦是港鐵系統中位處於最北端車站。其服务的出入境管制站（「羅湖管制站」）接駁中國內地的羅湖口岸。
羅湖站與落馬洲站同為邊境車站，乘客須持有有效的旅遊證件或指定分區的邊境禁區通行證（俗稱「禁區紙」）方可使用車站，否則有機會被檢控。
- 車站入境方向行人天橋以及位於車站建築後方的深圳羅湖口岸（2013年12月）

## 車站構造

### 樓層
| L2 | 入境大堂／ 票務大堂 | 客務中心、自助售票機、洗手間、香港入境事務處及香港海關檢查（香港居民）、車站商店、自動櫃員機、數碼服務站、旅客諮詢及服務中心、港鐵旅遊 |  |  |          |
| L1 | 行人天橋            | 來自深圳羅湖聯檢大樓的人流，走至橋盡頭後香港居民乘扶手電梯／升降機往L2層入境大堂；非香港居民往左走，以分流入境人流 |  |  |          |
| L1 | 入境大堂            | 香港入境事務處及香港海關檢查（非香港居民）、報案中心（設於夾層） |  |  |          |
| G  | 行人天橋            | 往深圳羅湖聯檢大樓 |  |  |          |
| G  | 離境大堂            | A出口、客務中心、洗手間、香港入境事務處及香港海關檢查、羅湖居民通道、車站商店、鐵路免稅店、自動售賣機、數碼服務站 |  |  |          |
| G  | 月台 ·              | \| \| \| 城際直通車路軌 \| \| \| 往深圳 → \| \| \| 1 \| 側式 · 開右邊车门 · 只供上客 \| \| \| \| \| \| \| 東鐵綫往金鐘（上水） \| \| \| 往深圳 → \| \| \| 2 3 \| 港灣式 · ↑開右邊车门 ↓開左邊车门 · 只供落客 \| \| \| 離境大堂 \| \| \| \| 東鐵綫往金鐘（上水） \| \| \| \| \| \| 4 \| 側式 · 開左邊车门 · 只供上客 \| \| \| \| |  |  |          |
| G  | A出口行人隧道       | |  |  |          |
|    |                     | 城際直通車路軌 |  |  | 往深圳 → |
|    | 1                   | 側式 · 開右邊车门 · 只供上客 |  |  |          |
|    |                     | 東鐵綫往金鐘（上水） |  |  | 往深圳 → |
|    | 2 3                 | 港灣式 · ↑開右邊车门 ↓開左邊车门 · 只供落客 |  |  | 離境大堂 |
|    |                     | 東鐵綫往金鐘（上水） |  |  |          |
|    | 4                   | 側式 · 開左邊车门 · 只供上客 |  |  |          |

### 大堂
羅湖站與羅湖管制站設於同一大樓，並設有多個大堂，包括與2、3號月台同層的離境大堂（G）、入境大堂（L1層大堂為非香港居民專用；L2層大堂則為香港居民專用）以及票務大堂（L2），所有大堂均設有洗手間，其中票務大堂的付費區與非付費區均設有洗手間。
- 離境大堂（2023年2月）
- 票務大堂（2023年2月）
- 位於票務大堂非付費區的車站商店（2023年2月）
- 位於票務大堂的售票機及八達通增值機（2023年2月）
- 位於票務大堂付費區內的車站洗手間（2023年2月）

羅湖站離境大堂與票務大堂均設有車站商店，如便利店、面包糕餅店等。離境櫃位後方設有售賣香煙、酒的鐵路免稅店、外幣兌換店以及旅客服務中心。另外，羅湖站还设有自動櫃員機與自動售賣機等自助服务。

#### 出入境分流
為了方便人流管制，羅湖站實行單向人流管制措施。
離境：月台 → 離境大堂（均位於G層） → 跨境天橋 → 羅湖口岸聯檢大樓
當列車到達羅湖站，離港乘客須從中央月台下車並前往連接月台北端的離境大堂。乘客出閘後須辦理香港出境手續，而辦妥手續後將會經由一條橫跨深圳河的行人天橋步行至深圳市的羅湖口岸聯檢大樓，完成中國海關及邊檢程序後方可離開大樓。
入境：羅湖口岸聯檢大樓 → 跨境天橋 → 入境大堂（訪港旅客 → L1層；香港居民 → L2層） → 票務大堂（L2層） → 月台（G）
入境人士徒步到香港邊檢後會按居民身份分流：訪港旅客須於L1層接受邊檢；而香港居民則須乘搭扶手電梯或升降機前往L2層辦理手續，入境人士於辦好入境手續後須繼續徒步到位於L2層的票務大堂，並於入閘後前往1／4號月台乘車，而大堂亦設有多個屏幕顯示列車班次及離開車站的時間，乘客可根據個人需要選擇前往1／4號月台。
- 罗湖桥內部（2025年3月）

### 月台
羅湖站現時設有一個側式月台（1號月台）以及一座位於中央的港灣式月台（2-4號月台）。
當列車抵站後會先開啟2／3號月台的車門清客後關門，然後再開啟1／4號月台的車門接載乘客，這種設計被稱為西班牙式月台佈局。另外所有月台皆已裝設月台閘門。
- 1號月台（2025年3月）
- 2、3號月台（2025年6月）
- 4號月台（2025年5月）
- 位於2、3號月台之間的自動行人道（2025年5月）
- 連接四個月台的行人隧道目前已被封閉，祗限緊急時使用（2025年5月）

羅湖站自2004年第二次擴展工程完成後，人流組織採用完全單向方式，列車一旦到達羅湖站，所有乘客必須下車前往離境大堂，而車站亦有職員強制乘客離開車廂。不過在落馬洲支線通車後相關安排獲放寬，乘客如果於其他車站誤乘往羅湖站的列車，可在羅湖站直接乘坐反方向的列車，而列車上也有廣播提醒乘客可留在列車上返回上水站轉乘前往落馬洲站之列車。
另外由於車站月台佈局的關係，故入境一方的票務大堂皆設有兩條通道分別通往1／4號月台，而通往月台的通道亦設置閘門以控制人流。此外，各月台之間則設有行人隧道相連，但目前已被封閉。

### 出入口
|                         |                                                                              |      |                                                                              |
| 編號                    | 建議前往的目的地                                                             | 圖片 | 備註                                                                         |
| 出口 · A                | 邊界區警察總部、料壆村、羅湖村、馬草壟新村、馬草壟信義新村、沙嶺墳場、得月樓 |      | 只限持有有效禁區紙、獲警務處批准人士或在指定日子前往沙嶺掃墓方可使用此出入口 |
| 離港                    | 羅湖管制站、羅湖口岸 深圳站 深圳地铁1号线羅湖站                              |      | 只限持有有效旅遊證件方可使用此出入口                                         |
| 抵港（只准進站）        |                                                                              |      | 只限持有有效旅遊證件方可使用此出入口                                         |
| 過境耕作人士專用出入口  | 羅湖耕作口                                                                   |      | 只限持有深圳市過境耕作證的過境耕作人士使用                                   |
| 註： 設有 \| 設於同一層 |                                                                              |      |                                                                              |

## 接駁交通
鐵路
- 深圳境內
  - 深圳地鐵1號線羅湖站
  - 深圳地鐵9號線人民南站
  - 廣深鐵路深圳站

## 利用狀況
羅湖站為其東鐵綫其中一個北面的終點站與邊境車站（另一個為落馬洲站），連接中國廣東省深圳市，亦是香港以陸路連接中國內地的最重要及最繁忙關口，平均每日有25萬人次使用羅湖站。2005年使用羅湖站的乘客更超過8,600萬人次。羅湖站在2019年或之前為世界第二最繁忙的陸路過境口岸（於2011年被拱北口岸以9,400萬人次打破）。持有邊境禁區通行證的人士或於羅湖區內學校就讀的學生，亦可利用羅湖站前往羅湖村、沙嶺或料壆村。上述人士如符合資格亦可申請「羅湖特價證」，享用以香港本地綫付費結構計算的車資，而無須繳付較昂貴的跨境綫車資。

### 逃票問題
由於羅湖站車費高昂關係，故此車站的逃票問題非常嚴重，這些逃票人士包括部分經常往返粵港兩地的平行進口貨品攜帶者（俗稱「水貨客」），而過往亦甚至有港鐵職員被逃票人士襲擊受傷，因此港鐵於2009年3-4月期間，將羅湖站所有新式活板閘機更換為傳統的轉棍閘機，而数部阔闸机亦有职员把守，以防止多名乘客只繳付一名乘客的車資卻同時通過閘機。

## 歷史

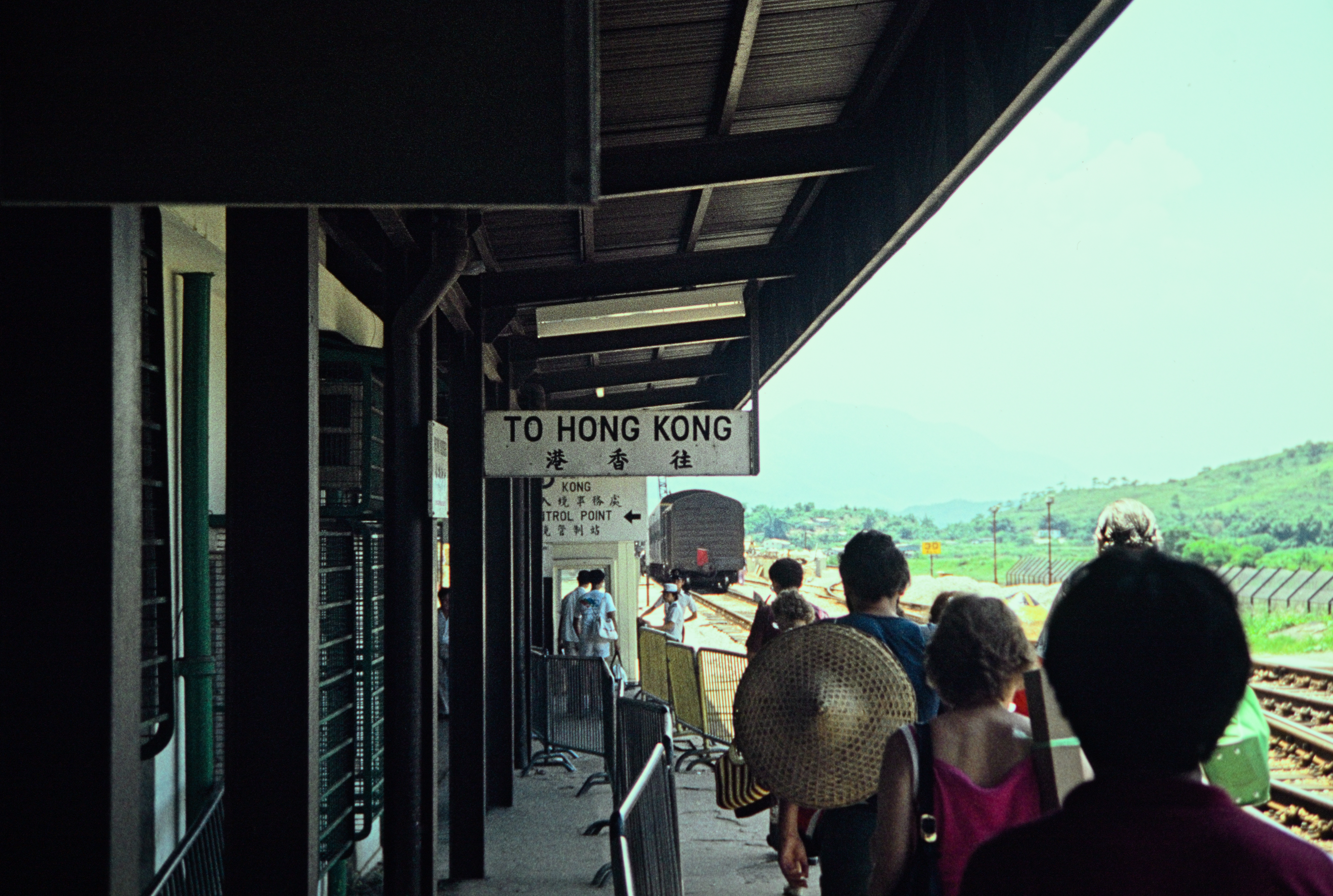
1982年通往羅湖站通道

1910年10月1日，羅湖車站作為臨時車站與九廣鐵路（英段）同步啟用。1911年10月8日華段通車，臨時性質的羅湖車站隨即關閉拆除。

### 罗湖封关
在1949年10月14日廣州戰役前，因為中英邊境可以自由通過，九廣鐵路通車時並沒有羅湖站，列車亦不會停靠。
因應廣州市及東莞縣於1949年10月14日被中國共產黨控制，香港九廣鐵路局於同日宣佈終止跨境服務，並於羅湖設置終點站。乘客需要於羅湖站下車，然後須徒步前往羅湖橋進入中國內地。1950年7月，為了應付人流擠迫問題，同時加強對邊界的控制，港英政府沿深圳河安裝鐵絲網，同時九廣鐵路局斥資約20萬港元開始進行擴建工程。

### 重建工程
由於羅湖站的設施比較簡陋，而不能處理日益增加的過境旅客，而因應九廣鐵路電氣化，政府於1980年宣佈耗資港幣約二億六千萬元重建羅湖車站。而新車站特色包括設有三個長度可容納12節車廂的列車月台，當中兩個月台為共用同一個島式月台，而餘下的月台則為供城際直通車及特別班次列車使用，而所有月台皆以其下方的行人隧道連接。另外車站亦設有餐廳、商店、票務室及洗手間等至於出入境設施亦改為分開兩層替旅客辦理手續。
1985年6月14日，羅湖口岸聯檢大樓啟用，啟用新的行人橋，而原有的羅湖橋行人通道亦隨即關閉，羅湖站於1987年1月15日完成重建工程，並增設1號月台，而承建商為瑞安建業。
當局隨後著手羅湖在興建全新的管制站，作為鐵路電氣化工程計劃及「羅湖入境管制站重建計劃」之一，並於翌年公布耗資約1.75億港元興建羅湖車站大樓，作為「羅湖火車站重建工程第二階段」。車站大樓由瑞安建築有限公司承建，造價達港幣超過一億元，包括興建車站大樓、行人隧道、月台、月台上蓋，以及其他輔助設施如出入境和海關櫃位警署、九廣鐵路公司辦公室。車站設計容量可供約一萬名旅客使用，附設酒樓、小食店、洗手間，以及新型行李處理設備，海關及出入境大堂更裝設空調。1995年1月25日羅湖車站的擴建部分也啟用。
後來九廣鐵路為了防止乘客於上水站至羅湖站之間遊蕩，並於2004年完成羅湖站第二次擴展工程，將連接抵港大堂至島式月台之間的扶手電梯及樓梯拆除，並改建1號月台、擴建2、3號月台以及增設4號月台。
- 大堂（1997年9月）
- 兩鐵合併前的月台（2006年12月）
- 港鐵化前的月台（2008年1月）
- 大堂等候區（2010年12月）

#### 港鐵時期的翻新及改動
於2020-2023年新冠肺炎期間，港鐵亦為當時暫停開放的羅湖站票務大堂進行一系列的翻新工程，以擴闊票務大堂的空間，工程包括：
- 翻新車站洗手間、大堂頂部及樓梯
- 完善大堂商店設施
- 重新編排售票機／八達通增值機、等候區位置

### 羅湖配額制
為減輕羅湖口岸的擠塞，入境處及九鐵在1990年12月25日首次實施「羅湖乘客限額制度」，有關措施會按實際情況而隨時生效。本地段車站會獲分配若干數量的羅湖站車票，前往羅湖的乘客必須先在各站售票處排隊購票或利用八達通拍一拍「往羅湖核准機」，方可取得前往羅湖站的配額。當配額制實施時，持有羅湖儲值票的乘客也需要先排隊取得配額，九鐵同時間亦會減少往羅湖的列車班次以舒緩口岸擠塞。違者將不能於羅湖站出閘，並會被罰款成人港幣100元，小童／長者港幣50元（2000年8月1日起上調至成人港幣500元，小童／長者港幣250元）兼補足全程車費，更會由職員安排送返上水站出閘後，重新排隊領取配額後再入閘。配額制大多於農曆新年、復活節等長假期生效，但對舒緩數十萬計過境人次的作用有限，更時常導致車站出現混亂。情況直到羅湖站擴建工程完工及跨境交通選擇漸多才得以改善。配額制在2002年最後一次實施；隨著2007年兩項跨境設施（即深圳灣口岸及落馬洲站）先後落成，進一步分流跨境乘客，配額制於兩鐵合併當日（同年12月2日）起正式取消。

### 研究安裝月台伸縮踏板

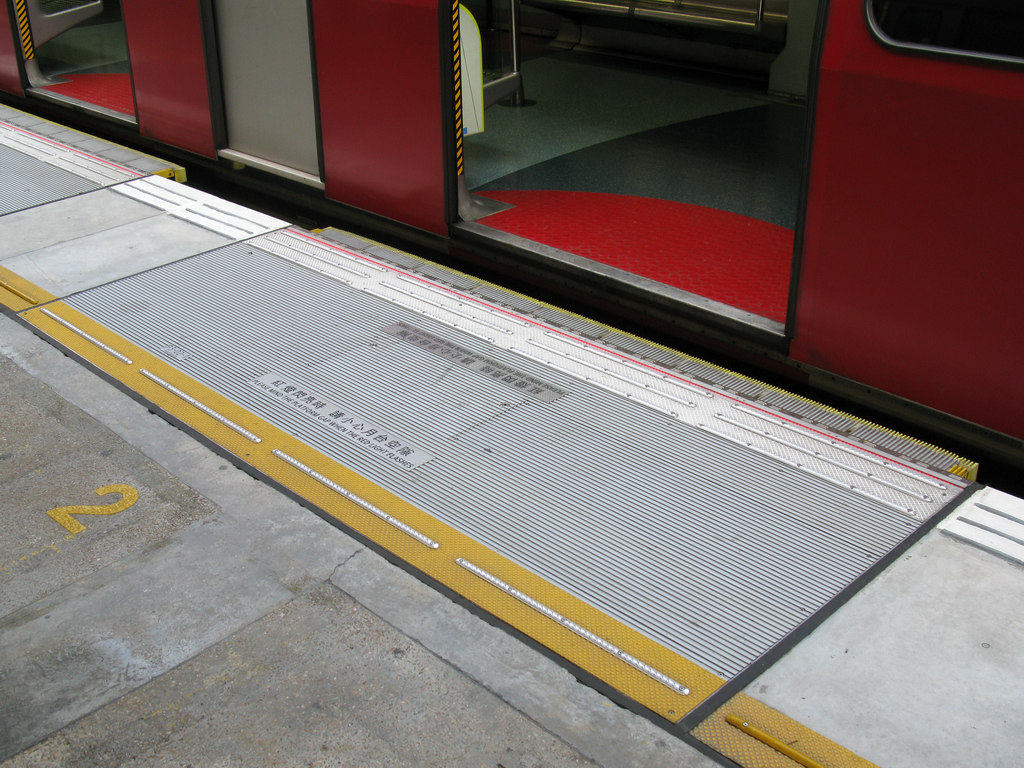
裝設於此車站2號月台並在試用中的月台伸縮踏板（2009年10月）

九鐵公司曾經研究安裝月台閘門（兩鐵合併後由港鐵公司繼續研究），以減輕乘客墜軌的風險。但是部分車站月台彎度及空隙較大，乘客可能因為月台閘門關閉後被困於閘門與月台邊緣之間的空間，以致有誤墮縫隙而跌入路軌的可能性。因此，需要先安裝月台伸縮踏板，於列車到達後，自動伸出以填補列車與月台間的空隙，以解決該問題，效果理想的話方能加設月台閘門。羅湖站成為月台伸縮板的試點，伸縮板的工程已經完成裝設，分別於2009年4月14日至同年5月25日以及同年8月21日至同年10月15日試用，但是測試效果未如理想，列車抵達車站時，踏板需額外時間對認列車車門位置才可以開啟，因此列車大可能因而延遲開啟車門而影響乘客及班次。

### 2019冠狀病毒病疫情及開放
因應2019冠狀病毒病疫情，故羅湖管制站曾於2020年2月4日至2023年2月5日期間暫停服務，然而港鐵於清明節與重陽節期間為方便掃墓人士前往沙嶺墳場，故亦會局部開放羅湖站。
直至2023年1月8日，中国大陆与香港恢复免隔离通关，但首批开放口岸中並不包括罗湖口岸／羅湖管制站，故车站并未有於當日随通关而同步開放；直到同年2月3日，国务院港澳办宣布由同月6日起，内地毗邻香港的口岸全面开放，並取消经粤港陆路口岸出入境预约通关安排以及通关人數限额，但3歲或以上的過境旅客仍須持有有效的48小時新冠病毒核酸檢測呈陰性結果，有關安排直至同年11月1日起取消。

## 事件／事故
- 1998年8月31日，一條供應九廣鐵路羅湖站及上水泵房的約11,000伏特地底電纜，於上水屠房地盤一項挖路工程中遭意外挖斷，結果即時引致羅湖站月台電力（包括出入境大堂電力）中斷，所有電腦無法處理出入境過關手續，令大批旅客被迫滯留於出入境大堂及月台上，情況至當日中午隨著電力的全面恢復逐步得到改善[44]。
- 2020年2月2日，羅湖站一列抵站的列車被職員發現一個袋子，職員當初認為是乘客遺漏的物品，於是將它帶到員工休息室，後來發現該袋子內有大量電線及疑似爆炸性物體，於是馬上報警。警員到場前，這個袋子突然傳出爆炸聲並起火，並冒出大量白煙。警員到場了解情況，發現原來袋子裡放置了兩顆土製炸彈，一度有輕微爆炸。東鐵綫來往羅湖站至上水站的服務中斷近5小時，期間港鐵提供單向往上水的免費接駁巴士服務[45]。
- 2020年2月3日，因應2019冠状病毒病疫情持續擴散，政府宣布進一步關閉四個口岸加強防疫，包括在內的羅湖口岸在同月4日凌晨起暫時關閉[46]。在封關期間，港鐵安排每30分鐘一班的接駁列車往返上水站至羅湖站，為羅湖區居民提供有限度交通服務[47]。
- 2021年3月時值2019冠狀病毒病疫情期間，港鐵為方便掃墓人士而「局部」開放羅湖站，供市民前往沙嶺掃墓。然而有個別乘客在未持有邊境禁區通行證或非前往沙嶺掃墓的情況下乘搭列車擅闖羅湖站，結果隨即被車站保安及職員請求原車返回上水站，事件引起網民熱議[48]。

## 未來發展计划
2014年初，羅湖及落馬洲站的過境客量近年持續上升，由2008年約9,000萬人次，增至2013年的逾1.1億人次，增幅超過兩成。港鐵眼見羅湖站的舖租、廣告收入等利潤豐厚，正在計劃擴建站內現有的免稅店外，更構思在車站加建四層高的免稅店及倉庫大樓，並會一併翻新車站大堂及月台等，擬打造羅湖站成為「免稅城」，增加出售免稅品的種類，料可吸引大批內地旅客到免稅店購物，商舖租金收入亦會水漲船高。有關工程的顧問合約於2014年5月招標，設計連工程料需時四年。
據2020年1月《星島日報》報導，深圳市有意重新規劃羅湖口岸以及交通設施，使之改造為連接粵港兩地的重要交通樞紐，亦建議港鐵東鐵綫延長、將羅湖站北移至深圳境内，並以一地兩檢的方式通關。建議指新安排便於轉乘深圳其他公共交通工具。如建議落實，日後香港旅客將能節省徒步到深圳市內公交或鐵路站的時間，但港鐵與香港政府稱尚未收到深圳當局的建議書，如收到具體建議將會就可行性和效益作出研究。2021年10月，時任行政長官林鄭月娥於施政報告中公佈《北部都會區發展策略》，重新提出將探討東鐵綫延伸至深圳羅湖並設「一地兩檢」口岸的計劃。但香港保安局局長鄧炳強則於2024年6月26日表示，接深圳方面消息，深圳没有计划将東鐵綫引入罗湖区，换言之罗湖口岸改造后，仍继续沿用目前的清关模式，原先计划的「一地兩檢」安排则不会使用。

## 外部連結
- 港鐵公司－羅湖站街道圖 （页面存档备份，存于）
- 港鐵公司－羅湖站位置圖 （页面存档备份，存于）
- 港鐵公司－羅湖站列車服務時間 （页面存档备份，存于）
- 香港鐵路大典上的相关条目：羅湖站